# El diario de José Toledo
El diario de José Toledo es una novela escrita por Miguel Barbachano Ponce, publicada en 1964 en edición de autor. Debido a su tratamiento novedoso de la temática homosexual, se le reconoce usualmente como la primera novela gay de la literatura mexicana, si bien 41 o el muchacho que soñaba en fantasmas de Paolo Po, otra novela de temática homosexual mexicana, le antecedió por apenas algunos meses.

## Argumento
Tras iniciar con la noticia del suicidio del veinteañero José Toledo, la novela desarrolla una narración paralela en la que se intercalan entradas del diario del protagonista e intervenciones de un narrador omnisciente, los cuales giran alrededor de las desventuras amorosas de José Toledo y su amante ausente, Wenceslao.

## Recepción
Según la crítica Marina Pérez de Mendiola, El diario de José Toledo es la obra de Barbachano Ponce que más atención ha suscitado en la crítica, si bien la producción artística de este autor es poco conocida en México y en el extranjero. En su momento, autores como María Elvira Bermúdez, Federico Álvarez Arregui y Henrique González Casanova dedicaron sus páginas en la prensa cultural mexicana a discutir algunos aspectos y temas abordados en la novela, como la otredad y la representación de la homosexualidad masculina.